# 阿尔沃洛特
阿尔沃洛特，是西班牙安达卢西亚自治区格拉纳达省的一个市镇。总面积79平方公里，2001年普查人口總數為13877人，人口密度為每平方公里176人。